# Selecció nacional de rugbi de Niue
La selecció nacional de rugbi XV de Niue és l'equip nacional del tercer nivell de rugbi a 15 de l'illa de Niue. L'equip va començar a jugar l'any 1983 a competir principalment en l'Oceania Rugby Cup, que van guanyar l'any 2008. El rugbi a 15 a l'illa de Niue és gestionat per la Federació de Rugbi a 15 de Niue.

## Resultats
El primer partit internacional que va jugar la selecció de Niue va ser en els Jocs del Sud del Pacífic a Suva contra l'equip amfitrió, Fiji. Els niueans van ser capaços de fer un assaig contra l'equip que es convertiria en el guanyador de la competició, però van acabar perdent el partit per 124 a 4. L'equip va triomfar en la Oceania Cup de 2008, vencent l'equip de Nova Caledònia per un 27–5 en la final l'1 de setembre de 2008.
A data de 2013, Niue ha arribat a la 71a plaça dels rànquings mundials IRB. L'equip ha jugat 10 partits internacionals fins a la data, quatre d'ells contra les Illes Cook i tres contra l'equip de Tahiti. Els altres partits han estat contra l'equip de Fiji, el de Nova Caledònia i el de Vanuatu.

## Jugadors

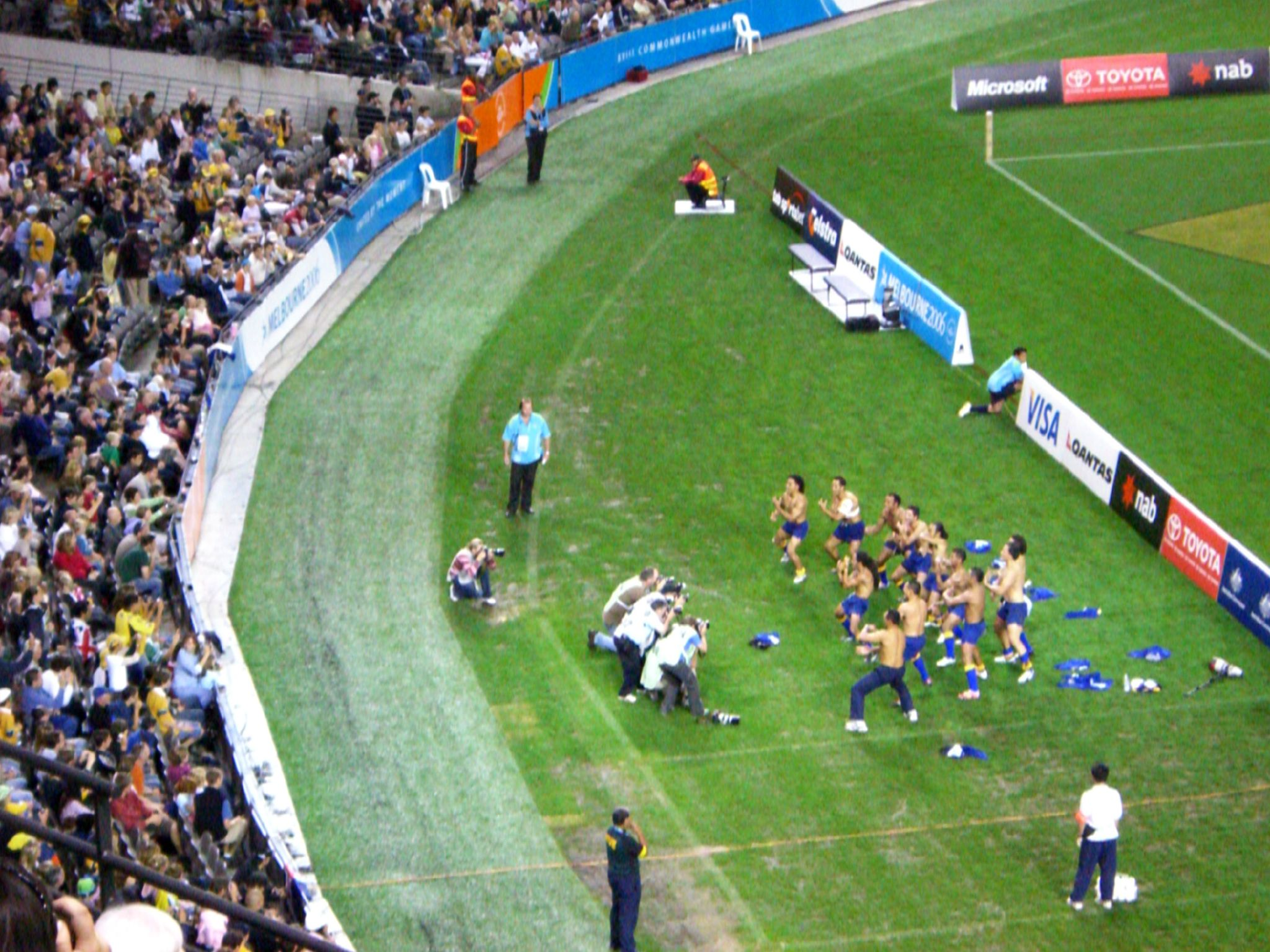
La selecció de Niue fent una Haka

Alguns dels millors jugadors de Niue han estat professionals a Nova Zelanda. L'antic capità Matt Faleuka va jugar al Northland abans de traslladar-se al club italià Crociati Parma Rugby FC l'any 2007.
Malgrat que els equips de Niue i de les Illes Cook no van participar en la competició Pacific Tri-Nations, van proporcionar jugadors a l'equip dels Pacific Islanders l'any 2004, però no el 2006.
L'equip de rugbi a 7 de Niue ha estat actiu en els IRB World Sevens i en els Jocs de la Commonwealth.

## Equip actual
L'equip que va ser seleccionat per a l'Oceania Rugby Cup de 2019 és el següent.
| Jugador            | Posició        | Club                                 |
| ------------------ | -------------- | ------------------------------------ |
| Luke Gibb (c)      | Taloner        | Paremata-Plimmerton RFC              |
| Matthew Jackson    | Taloner        | Krueger Crocs                        |
| Samuel Ikihega     | Pilar          | Moorabbin Rams                       |
| Stephen Tapuosi    | Pilar          | Chicago Lions                        |
| Morre Tukuniu      | Pilar          | Southern Marlins                     |
| Maloney Taleni     | Pilar          | Otahuhu RFC                          |
| Pierce Makaola     | Segona línia   | Northern Panthers                    |
| George Pamatatau   | Segona línia   | North Brisbane Rugby Club            |
| Auston Puhotau     | Segona línia   | North Brisbane Rugby Club            |
| Sagele Harrison    | Segona línia   | desconegut                           |
| Quinton Strickland | Tercera línia  | Footscray R.U.F.C.                   |
| Togatule Kose      | Tercera línia  | Mareeba Gladiators                   |
| Nick Laufoli       | Tercera línia  | Kava Club                            |
| Randy Liuvaie      | Número 8       | Freyberg Old Boys RFC                |
| Khalum Halo        | Mig de melé    | Manukau Rovers RFC                   |
| Gavin Patuki       | Mig de melé    | Southern Cross                       |
| Shaun-Adam Atamu   | Mig d'obertura | Bombay R.F.C.                        |
| David Pamatatau    | Mig d'obertura | desconegut                           |
| Anthony Liuvaie    | Centre         | Old Boys University RFC              |
| Lepau Feau-Fuhiniu | Centre         | Old Boys University RFC              |
| Dawson Mele        | Centre         | Southern Cross                       |
| Cyruss Payne       | Tresquarts ala | Marist Saints                        |
| Tui Leatigaga      | Tresquarts ala | Camden Rugby                         |
| Dee Saele Nanai    | Tresquarts ala | Manukau Rovers                       |
| Tonga Tongotongo   | Tresquarts ala | Manukau Rovers                       |
| Kegan Tuhega       | Darrer         | Pine Rivers Bears Junior League Club |
| Logan Norman       | Darrer         | Bangor RFC                           |